# أرماندو لايرا
أرماندو لايرا هو لاعب كرة قدم إكوادوري، ولد في 11 مايو 1943 في غواراندا في الإكوادور. لعب مع ديبورتيفو إفريست.